# The Innocent Lie
The Innocent Lie  è un film muto del 1916 diretto da Sidney Olcott.

## Trama
Appena arrivata dall'Irlanda per rivedere il fratello, Nora O'Brien è vittima di una commozione cerebrale che le provoca un'amnesia. Per un equivoco, viene presa per un'altra Nora, anche lei irlandese, in visita negli Stati Uniti per trovare la zia che non vede da anni, la signora Watson. La convalescente Nora viene ospitata dai Watson e trattata come una di famiglia e, quando, suo "cugino" Jack torna dall'università, i due giovani imparano a conoscersi e ad amarsi. A un certo punto, però, Nora recupera i suoi ricordi e si rende conto di non essere quella che tutti credono lei sia. Anche se, all'inizio, lei non se la sente di lasciare quella famiglia così gentile raccontando loro la verità, alla fine questa salta fuori. Ma Jack, ormai innamorato, chiede a Nora di sposarlo e la giovane accetta subito, desiderosa di non lasciare mai più i Watson.

## Produzione
Fu il secondo film prodotto dalla Famous Players-Lasky Corporation di cui Adolph Zukor fu fondatore e quindi presidente.
Il film venne girato a Bermuda.

## Distribuzione
Distribuito dalla Famous Players-Lasky Corporation, il film uscì nelle sale cinematografiche statunitensi il 20 aprile 1916.